# Sekundærrute 435
De Sekundærrute 435 is een secundaire weg in Denemarken. De weg loopt van Tønder via Bedsted naar Haderslev. De Sekundærrute 435 loopt door Zuid-Denemarken en is ongeveer 54 kilometer lang.